# Nakdong (reka)
Reka Nakdong ali Nakdongang (korejsko 낙동강, izgovarja se [nak̚t͈oŋgaŋ]) je najdaljša reka v Južni Koreji, ki teče skozi večji mesti Degu in Pusan. Ime je dobila po svoji vlogi vzhodne meje konfederacije Gaja v času Treh kraljestev Koreje.

## Geografija
Reka Nakdong teče iz gorovja Tebek v Japonsko morje oziroma Korejski preliv, ki ločuje Korejo od Japonske. Reka izvira na sotočju rek Čoramčon in Hvangdžičon v Dongdžom-dongu, Tebek, provinca Gangvon pri Gumunsu. Od tam do ustja se vije približno 506 kilometrov. Širina reke se giblje od le nekaj metrov v zgornjem toku do nekaj sto metrov proti ustju.
Med glavne pritoke spadajo reke Jong, Geumho in Nam. Nakdongang skupaj s svojimi pritoki odvaja vodo iz večine provinc Severni Gjongsang in Južni Gjongsang ter manjših delov provinc Severni Džola, Južni Džola in Gangvon. Skupno porečje je 23.384 kvadratnih kilometrov.

## Zgodovina
Reka Nakdong je igrala pomembno vlogo v korejski zgodovini. Porečje je priljubljeno bivališče že od nekdaj, ko ljudje naseljujejo Korejski polotok. V dolini so našli številne neolitske ostanke.
Okoli 1. stoletja naj bi dolino naseljevala plemena konfederacije Bjonhan. V obdobju Treh kraljestev je konfederacija Gaja nadzorovala dolino, dokler je leta 562 ni preplavila dinastija Sila. Te države so izkoriščale potencial reke za plovbo in trgovino ter uspešno trgovale z oklepi in orožjem s sosednjimi državami, vključno z Japonsko iz obdobja Jamato. V obdobjih Sila, Gorjo in Čoson je reka še naprej služila kot pomemben prometni koridor v regiji Gjongsang. Uporabljala se je predvsem za prevoz svežih morskih sadežev v notranjosti, kot je skuša, ki so jo solili in sušili, da se ne bi pokvarila. Mesto Andong je bilo najbolj oddaljeno mesto v notranjosti, kamor so lahko pripeljali ribe, preden bi se pokvarile, zato se je v času dinastije Čoson veliko ljudi zgrinjalo tja, da bi jedli ribe.
Reka Nakdong je kot ovira za gibanje med korejsko vojno nenadoma pridobila na veljavi. Južni del reke je tvoril zahodni del Pusanskega oboda, ki so ga sile ZN ohranile jeseni 1950. Most pri Vegvanu so 3. avgusta 1950 razstrelili, da bi preprečili severnokorejskim silam napredovanje na Degu. V eksploziji je bilo ubitih veliko število južnokorejskih beguncev. Čeprav so nekatere severnokorejske sile ponekod prečkale reko Nakdong, je reka večinoma označevala njihov najdaljši prodor.

## Ekologija
Dolina reke Nakdong vključuje številna poplavna mokrišča, med katerimi sta najbolj znan rezervoar Džunamdžosudži blizu Čangvona in mokrišče Upo v okrožju Čangnjong. Ta mokrišča, čeprav so precej degradirana in preveč razvita, zagotavljajo življenjski prostor številnim redkim in ogroženim vrstam, zlasti pticam (kot sta Formoški kreheljc (Sibirionetta formosa) in belovrati žerjav (Antigone vipio)), ribam in rastlinam.
Kljub temu, da je v estuariju Nakdonggang živahno pristanišče Pusan, je mednarodno pomemben za vodne ptice, kljub nedavnim ekološko uničujočim dogodkom, vključno z melioracijo za stanovanjske in industrijske potrebe (npr. novo pristanišče Pusan), tekočo gradnjo velikega mostu (most Mijondži) in nazadnje grozečo gradnjo projekta Velikega korejskega kanala.
Nakdong in njeni pritoki služijo kot glavni vir pitne vode za prebivalce porečja in druge v bližini. Vendar pa onesnaževanje vode z gospodinjskimi in kmetijskimi odpadnimi vodami ostaja resna skrb.

### Onesnaženje s fenolom
Leta 1991 je prišlo do dveh incidentov, ko je iz podjetja Doosan Electronics v reko uhajal fenol. Prvič trideset ton 14. marca 1991, drugič pa 1,3 tone 22. aprila. Fenol je končal v obratu za predelavo pitne vode v Deguju in je po pretvorbi v klorofenol, ko je bila voda razkužena s klorom, začel smrdeti.

## Gospodarska vloga
J
Čeprav so vsi deli reke Nakdong, razen najjužnejših, prenehali služiti kot glavna komercialna plovna pot, reka še naprej prehranjuje prebivalce v njeni bližini, tako neposredno z ribolovom kot posredno z namakanjem. Iz vode se lovijo znatne količine polžev in somov, ki se uporabljajo v lokalni kuhinji.
V bližini Andonga je bila zgrajena vrsta ogromnih hidroelektrarn, ki ustvarjajo majhno verigo umetnih jezer, med katerimi je jezero Andong največje. Ta jezera podpirajo tudi veliko rekreacijsko industrijo. Ribolov ostriža je še posebej priljubljen, saj so bila jezera umetno naseljena z ostriži.
V začetku leta 2010 naj bi bila reka Nakdong del projekta kanala predsednika Leeja Mjung-baka, Velike korejske plovne poti. Projekt bi povezal Nakdong z reko Han na severu in ustvaril ladijski kanal, ki bi se raztezal po vsej državi, od Seula do Pusana. Projekt plovne poti je naletel na precejšnje polemike tako po vsej državi kot med prebivalci vzdolž Nakdonga, zato je bil do konca Leejevega predsedovanja opuščen.

## Festival
Kulturni center ob reki Nakdong prireja kolesarske festivale, kjer lahko vsi uživajo v zdravi kulturi preživljanja prostega časa lokalnih prebivalcev. Sestavljen je iz približno 20 km dolgih ravnih prog v bližini Eulsukda in kulturnega centra ob reki Nakdong.